# Agapophytus varipennis
Agapophytus varipennis är en tvåvingeart som beskrevs av Mann 1929. Agapophytus varipennis ingår i släktet Agapophytus och familjen stilettflugor. Inga underarter finns listade i Catalogue of Life.